# Temporada 2022 del Campeonato Brasileño de Motovelocidade
La temporada 2022 del Campeonato Brasileño de Motovelocidade es la 7.ª edición sin el sello del Moto 1000 GP y la 12.ª edición del Campeonato Brasileño de Motovelicidade.
El "Campeonato Brasileño de Moto 1000 GP" es la principal categoría de motociclismo en Brasil junto con Campeonato Brasileño de Superbikes. Fue creado en 2011. y ha sido gestionado desde su fundación por la empresa de Alex Barros.
Una superbike (abreviado a menudo como SBK) es un tipo de motocicleta que se utiliza en competiciones de motociclismo de velocidad, entre ellas el Campeonato Mundial de Superbikes y el Campeonato Mundial de Motociclismo de Resistencia. A diferencia de las motocicletas usadas en el Campeonato Mundial de Motociclismo, las superbikes deben ser modelos derivados de los de serie. Esto las hace menos costosas de desarrollar y mantener, por lo cual varios campeonatos nacionales de motociclismo de velocidad se disputan con ellas.
Para que las marcas de motocicletas puedan usar sus motocicletas en los campeonatos, deben primero homologarlas y vender una cierta cantidad de unidades al público. Según el campeonato, se permite la modificación de suspensiones, frenos y ruedas. Los motores son de alta cilindrada: entre 850 y 1200 cc para motores bicilíndricos, y entre 750 y 1000 cc para los de cuatro cilindros. Hasta mediados de la década de 1990, también se permitieron motores de dos tiempos en lugar de cuatro tiempos, en este caso de hasta 500 cc de cilindrada.

## Calendario
| Ronda | Fecha            | Gran Premio                | Circuito                              | Ciudad           | Horário | Info  |
| ----- | ---------------- | -------------------------- | ------------------------------------- | ---------------- | ------- | ----- |
| 1     | 17 de abril      | Grande Prêmio Gerais       | Circuito dos Cristais                 | Curvelo,MG       | 12h40   | [ 2 ] |
| 2     | 15 de mayo       | Grande Prêmio Goiás        | Autódromo Internacional Ayrton Senna  | Goiânia, GO      | 13h55   | [ 3 ] |
| 3     | 7 de agosto      | Grande Prêmio Goiânia      | Autódromo Internacional Ayrton Senna  | Goiânia, GO      | 13h38   | [ 4 ] |
| 4     | 18 de septiembre | Grande Prêmio Campo Grande | Autódromo Internacional Orlando Moura | Campo Grande, MS | 12h10   | [ 5 ] |
| 5     | 23 de octubre    | Grande Prêmio Curvelo      | Circuito dos Cristais                 | Curvelo,MG       | 13h10   | [ 6 ] |
| 6     | 27 de noviembre  | Grande Prêmio Pirelli      | Autódromo Internacional Ayrton Senna  | Goiânia, GO      | 13h38   | [ 7 ] |

## Equipos y pilotos

### Superbike
| Equipo                  | Constructor | Moto                  | Neu. | N.º | Piloto                       | Rondas    |
| ----------------------- | ----------- | --------------------- | ---- | --- | ---------------------------- | --------- |
| Dazzi Racing            | BMW         | BMW S1000RR           | M    | 95  | Rodrigo Dazzi                | Todas     |
| Dazzi Racing            | BMW         | BMW S1000RR           | M    | 16  | Gleidson Matsubara "Babinha" | 3-4 y 6   |
| Martini Racing          | Kawasaki    | Kawasaki Ninja ZX-10R | M    | 70  | William Barros               | 1-3 y 6   |
| Martini Racing          | Kawasaki    | Kawasaki Ninja ZX-10R | M    | 82  | Fernando Araújo              | 3         |
| Kremer Racing           | BMW         | BMW S1000RR           | P    | 24  | Pedro Lins                   | 2-6       |
| Kremer Racing           | BMW         | BMW S1000RR           | P    | 7   | Wendell Vaz                  | 2-3 y 6   |
| Panasport Team          | Honda       | Honda CBR1000RR       | M    | 26  | Raphael Santos               | 3-4       |
| Panasport Team          | Honda       | Honda CBR1000RR       | M    | 9   | Danilo Margiotta             | 2         |
| Cougar Primagaz Racing  | Ducati      | Ducati 1299R Panigale | P    | 48  | Alan Dantas Souza            | Todas     |
| RC Racing               | BMW         | BMW S1000RR           | M    | 10  | Luís Ferraz                  | 3         |
| RC Racing               | BMW         | BMW S1000RR           | M    | 59  | Lúcio Mauro Herani           | 3-4       |
| Brun Motorsport         | Kawasaki    | Kawasaki Ninja ZX-10R | P    | 75  | Rodrigo Hayashi              | 3-4       |
| Brun Motorsport         | Kawasaki    | Kawasaki Ninja ZX-10R | P    | 84  | Marcelo Skaf                 | 6         |
| Bieri Racing            | Kawasaki    | Kawasaki Ninja ZX-10R | M    | 12  | Lucas Cavalcanti             | 1 y 5-6   |
| Bieri Racing            | Kawasaki    | Kawasaki Ninja ZX-10R | M    | 32  | Renato Vale                  | 1 y 5     |
| Advan Sports Nova       | BMW         | BMW S1000RR           | M    | 77  | Daniel Sánches               | 1-2 y 5   |
| Advan Sports Nova       | BMW         | BMW S1000RR           | M    | 3   | Iovandes Menezes "Natural"   | 2-4 y 6   |
| From A Racing           | Honda       | Honda CBR1000RR       | M    | 44  | Tedson Veloso                | 1         |
| From A Racing           | Honda       | Honda CBR1000RR       | M    | 8   | Érico Veríssimo              | Todas     |
| Obermaier Racing        | Suzuki      | Suzuki GSX-R 1000     | M    | 93  | Édson Luiz "Cachorrão"       | 1         |
| Obermaier Racing        | Suzuki      | Suzuki GSX-R 1000     | M    | 47  | Roberto Marques              | 2-3 y 6   |
| Hoshino Racing          | Yamaha      | Yamaha YZF-R1         | D    | 22  | Breno Pinto                  | 1 y 3     |
| Hoshino Racing          | Yamaha      | Yamaha YZF-R1         | D    | 76  | Guilherme Brito              | 3         |
| Central 20 Racing Team  | Aprilia     | Aprilia RSV4          | D    | 96  | Marcelo Strunk               | 1-3 y 5   |
| Central 20 Racing Team  | Aprilia     | Aprilia RSV4          | D    | 5   | Breno Batista                | 1 y 5     |
| Krauly Racing           | Kawasaki    | Kawasaki Ninja ZX-10R | M    | 85  | Michel Semaan Abboud         | 1-3 y 5   |
| Krauly Racing           | Kawasaki    | Kawasaki Ninja ZX-10R | M    | 20  | Jirios Semaan Abboud         | 1 y 5-6   |
| Cosmic Racing           | Kawasaki    | Kawasaki Ninja ZX-10R | P    | 61  | Victor Azevedo Oliveira      | Todas     |
| Dome Motorsport         | BMW         | BMW S1000RR           | P    | 54  | Daniel Moraes                | 2-4 y 6   |
| Dome Motorsport         | BMW         | BMW S1000RR           | P    | 14  | Adílson Maier                | 1-3 y 5-6 |
| Bussi Racing            | Kawasaki    | Kawasaki Ninja ZX-10R | P    | 51  | Charlles Rodrigo             | 1 y 5     |
| Bussi Racing            | Kawasaki    | Kawasaki Ninja ZX-10R | P    | 35  | Bruno Lopes                  | 1, 3 y 5  |
| Auto Beaurex Motorsport | Aprilia     | Aprilia RSV4          | B    | 57  | José Oscar Fernandes         | 1-2 y 5   |
| Auto Beaurex Motorsport | Aprilia     | Aprilia RSV4          | B    | 55  | Vaguiner Trindade            | 1         |
| Kumsan Tiger Team       | Kawasaki    | Kawasaki Ninja ZX-10R | D    | 30  | Maycon Vilas Boas            | 2-3 y 6   |
| Kumsan Tiger Team       | Kawasaki    | Kawasaki Ninja ZX-10R | D    | 4   | Bernardo Araújo              | 5-6       |
| Alpha Cubic Racing Team | Kawasaki    | Kawasaki Ninja ZX-10R | M    | 19  | Alexandre Antônio            | 4-5       |
| Alpha Cubic Racing Team | Kawasaki    | Kawasaki Ninja ZX-10R | M    | 81  | Valdique Pacheco Filho       | 1         |
| Hasemi Motorsport       | Kawasaki    | Kawasaki Ninja ZX-10R | M    | 6   | Elvis Machado                | 3-4       |
| Hasemi Motorsport       | Kawasaki    | Kawasaki Ninja ZX-10R | M    | 25  | André Ferreira               | 1-2       |
| Trust Racing Team       | Sundown     | Sundown W1000         | D    | 37  | Cassius Moreira              | 2         |
| Rays Racing Division    | Honda       | Honda CBR 1000RR      | B    | 69  | Pedro Barbosa                | 1         |
| Rays Racing Division    | Honda       | Honda CBR 1000RR      | B    | 40  | Caio de Lima Cordeiro        | 4         |
| EMKA Productions Ltd.   | BMW         | BMW S1000RR           | B    | 31  | Jefferson Bezerra            | 2-3       |
| Spice Engineering       | Kawasaki    | Kawasaki Ninja ZX-10R | M    | 60  | Felipe Pan                   | 3         |
| Spice Engineering       | Kawasaki    | Kawasaki Ninja ZX-10R | M    | 83  | Kaio Aires                   | 5         |
| Jean-Philippe Grand     | BMW         | BMW S1000RR           | D    | 67  | Ricardo Sarmento             | 3         |
| Jean-Philippe Grand     | BMW         | BMW S1000RR           | D    | 2   | Murilo Waner Cavalheiro      | 3         |

| Leyenda             |
| ------------------- |
| Piloto regular      |
| Piloto invitado     |
| Piloto de reemplazo |

### Supersport 600
| Equipo                  | Constructor | Moto                 | Neu. | N.º | Piloto                  | Rondas    |
| ----------------------- | ----------- | -------------------- | ---- | --- | ----------------------- | --------- |
| Gebhardt Motorsport     | Kawasaki    | Kawasaki Ninja ZX-6R | P    | 51  | Welber Barros           | Todas     |
| Gebhardt Motorsport     | Kawasaki    | Kawasaki Ninja ZX-6R | P    | 2   | Marcelo Skaf            | 4         |
| Team Labatt             | Honda       | Honda CBR 600RR      | B    | 14  | Régis Santos            | Todas     |
| Team Labatt             | Honda       | Honda CBR 600RR      | B    | 78  | Pedro Martins           | 3         |
| ADA Engineering         | BMW         | BMW S6RR             | F    | 64  | Alexandre Azambuja      | 4         |
| Ecurie Ecosse           | Kawasaki    | Kawasaki Ninja ZX-6R | B    | 76  | Alex Pires              | 1-5       |
| Ecurie Ecosse           | Kawasaki    | Kawasaki Ninja ZX-6R | B    | 61  | Rafael Milazzo          | Todas     |
| Carma FF                | Kawasaki    | Kawasaki Ninja ZX-6R | B    | 9   | Jefferson Oliveira      | 2-3 y 5-6 |
| Carma FF                | Kawasaki    | Kawasaki Ninja ZX-6R | B    | 44  | Vicente Flores          | 2-3 y 6   |
| Grifo Autoracing        | Kawasaki    | Kawasaki Ninja ZX-6R | M    | 53  | Olímpio Antônio Filho   | 2-3       |
| Grifo Autoracing        | Kawasaki    | Kawasaki Ninja ZX-6R | M    | 6   | Antônio Franzen         | 5         |
| Castrol Racing          | Yamaha      | Yamaha YZF-R6        | B    | 4   | Eduardo Burr            | 3         |
| Castrol Racing          | Yamaha      | Yamaha YZF-R6        | B    | 18  | André Luiz Aguiar       | 6         |
| Bassaler Engineering    | Suzuki      | Suzuki GSX-R 600     | F    | 95  | Emanoel Santana         | 1         |
| Mr S Racing Product     | BMW         | BMW S6RR             | F    | 37  | Victor Santos           | 1         |
| Mr S Racing Product     | BMW         | BMW S6RR             | F    | 90  | Rodrigo Salioni         | 2-6       |
| Strandell Motors        | Honda       | Honda CBR 600RR      | P    | 3   | Flávio Amorim           | 1-2 y 5   |
| Strandell Motors        | Honda       | Honda CBR 600RR      | P    | 33  | Demian Sarcinelli       | 1 y 5     |
| Baker Promotions        | Kawasaki    | Kawasaki Ninja ZX-6R | B    | 34  | Igor Monteiro           | 1 y 5     |
| Baker Promotions        | Kawasaki    | Kawasaki Ninja ZX-6R | B    | 26  | Eduardo Massuia         | 3 y 6     |
| Bartlett Chevron Racing | Honda       | Honda CBR 600RR      | P    | 25  | Marcos Vinícius Silva   | 3         |
| Garage Itália           | Aprilia     | Aprilia RS660        | M    | 5   | Gustavo Mello           | 5         |
| Blanchet-Locatop Racing | Triumph     | Triumph Daytona 675R | M    | 88  | Moacir Bastos           | 1 y 5     |
| Euro Racing             | Kawasaki    | Kawasaki Ninja ZX-6R | M    | 67  | Patrik Rigotti          | 1 y 5     |
| Euro Racing             | Kawasaki    | Kawasaki Ninja ZX-6R | M    | 94  | Vinícius Ramos          | 5         |
| Action Formula          | Honda       | Honda CBR 600RR      | M    | 31  | Luís Carlos Lima        | 5         |
| Chamberlain Engineering | Kawasaki    | Kawasaki Ninja ZX-6R | F    | 98  | Magson Martins          | 4         |
| Argo Racing             | Kawasaki    | Kawasaki Ninja ZX-6R | F    | 1   | Wilson Oliveira         | 4         |
| GSR Team                | Kawasaki    | Kawasaki Ninja ZX-6R | F    | 84  | Raphael Teixeira        | 6         |
| GSR Team                | Kawasaki    | Kawasaki Ninja ZX-6R | F    | 48  | Leonardo Magalhães      | 4         |
| GSR Team                | Kawasaki    | Kawasaki Ninja ZX-6R | F    | 20  | Pablo Rocha             | 1         |
| Team SCI                | Kawasaki    | Kawasaki Ninja ZX-6R | P    | 28  | Rodrigo Gabriel Feitosa | 4         |
| Team SCI                | Kawasaki    | Kawasaki Ninja ZX-6R | P    | 77  | Fernando Gonçalves      | 6         |
| TDR Limited             | Yamaha      | Yamaha YZF-R6        | P    | 92  | Diego Haddad            | 5         |
| TDR Limited             | Yamaha      | Yamaha YZF-R6        | P    | 87  | Lúcio Flávio Xavier     | 4         |

| Leyenda             |
| ------------------- |
| Piloto regular      |
| Piloto invitado     |
| Piloto de reemplazo |

### Supersport 300
| Equipo                | Constructor | Moto                | Neu. | N.º | Piloto                     | Rondas    |
| --------------------- | ----------- | ------------------- | ---- | --- | -------------------------- | --------- |
| Courage Compétition   | Yamaha      | Yamaha YZF-R3       | G    | 55  | Lucca Melo                 | Todas     |
| Courage Compétition   | Yamaha      | Yamaha YZF-R3       | G    | 17  | Heitor Matos               | 1 y 3     |
| Team Davey            | Aprilia     | Aprilia Piaggio 300 | P    | 63  | João Fascinelli            | Todas     |
| Spice Engineering     | BMW         | BMW G 310R          | P    | 35  | Adalberto Pereira          | Todas     |
| Obermaier Racing      | Kawasaki    | Kawasaki Ninja Z400 | P    | 33  | Raquel Vaz                 | 2-3 y 6   |
| Obermaier Racing      | Kawasaki    | Kawasaki Ninja Z400 | P    | 7   | Wesley Ramos               | 2-3 y 6   |
| GP Motorsport         | Suzuki      | Suzuki GSX-R 300    | P    | 94  | Lucas Bittencourt          | 2-3 y 6   |
| Equipe Alméras Frères | Yamaha      | Yamaha YZF-R3       | G    | 97  | Ezequiel Leles             | 2-3 y 6   |
| Equipe Alméras Frères | Yamaha      | Yamaha YZF-R3       | G    | 62  | Kaywan Alves "Kaká Fumaça" | 1         |
| Berkeley Team         | Suzuki      | Suzuki GSX-R 300    | M    | 77  | Enzo Calgaroto Valentim    | 4         |
| Alba Formula Team     | Kawasaki    | Kawasaki Ninja Z400 | M    | 29  | Vinícius Freire            | 1 y 5     |
| Megenbier Racing      | Honda       | Honda CBR500R       | M    | 46  | Wesley Corrêa              | 2-3 y 6   |
| Megenbier Racing      | Honda       | Honda CBR500R       | M    | 34  | Marcos Mota Jr             | 2-3       |
| Bohr Motorsport       | Yamaha      | Yamaha YZF-R3       | D    | 27  | Marcus Heringer            | 5         |
| Bohr Motorsport       | Yamaha      | Yamaha YZF-R3       | D    | 44  | Cauã Rodrigues             | 5         |
| Preloved Racing       | Yamaha      | Yamaha YZF-R3       | P    | 73  | Benedito Alves             | 2         |
| Tucker Racing         | Kawasaki    | Kawasaki Ninja Z400 | P    | 11  | Ronaldo Viana              | 6         |
| Tucker Racing         | Kawasaki    | Kawasaki Ninja Z400 | P    | 8   | Rodrigo Santos             | 4         |
| Broekemeier Team      | Kawasaki    | Kawasaki Ninja Z400 | P    | 50  | Victor Hugo Saldanha       | 4         |
| Broekemeier Team      | Kawasaki    | Kawasaki Ninja Z400 | P    | 2   | Carlos Andrade             | 5         |
| Boulle Motorsport     | Yamaha      | Yamaha YZF-R3       | G    | 90  | Lucas Lima                 | 5         |
| Boulle Motorsport     | Yamaha      | Yamaha YZF-R3       | G    | 61  | Vinícius Linhares          | 2-3 y 5-6 |
| Boulle Motorsport     | Yamaha      | Yamaha YZF-R3       | G    | 67  | Tiago Crespo               | 5         |
| Grohs Motorsport      | Triumph     | Triumph ST300       | G    | 54  | Renan Carvalho             | 5         |
| SST Engineering       | Kawasaki    | Kawasaki Ninja Z400 | D    | 84  | Henrique Cordeiro          | 6         |
| SST Engineering       | Kawasaki    | Kawasaki Ninja Z400 | D    | 93  | Fábio Alves                | 6         |
| PoleVision Racing     | Kawasaki    | Kawasaki Ninja Z400 | D    | 78  | Elton Nunes                | Todas     |
| PoleVision Racing     | Kawasaki    | Kawasaki Ninja Z400 | D    | 68  | Thiago Sobral              | 6         |
| Irmscher Motorsport   | Kawasaki    | Kawasaki Ninja Z400 | P    | 47  | Evandro Lima               | 2-6       |
| Irmscher Motorsport   | Kawasaki    | Kawasaki Ninja Z400 | P    | 26  | Sidney Aparecido           | 6         |
| Knüpfing Motorsport   | Kawasaki    | Kawasaki Ninja Z400 | G    | 4   | Marcello Linhares          | 3-6       |
| Knüpfing Motorsport   | Kawasaki    | Kawasaki Ninja Z400 | G    | 13  | Paulo Daniel               | 4         |
| Mayer Motorsport      | Kawasaki    | Kawasaki Ninja Z400 | G    | 21  | Hilton Loureiro            | 2         |
| Mayer Motorsport      | Kawasaki    | Kawasaki Ninja Z400 | G    | 42  | Fernando Couto             | 6         |
| MIS Racing            | BMW         | BMW G 310R          | M    | 66  | Fernando Basso             | 2-3 y 6   |
| MIS Racing            | BMW         | BMW G 310R          | M    | 51  | Victor Santos              | 1         |
| 1st Choice Racing     | KTM         | KTM RC250S          | F    | 60  | José Altair Alves          | 5         |
| 1st Choice Racing     | KTM         | KTM RC250S          | F    | 58  | José Sampaio Jr            | 2         |
| Ryll Racing           | Suzuki      | Suzuki GSX-R 300    | F    | 91  | Wanderlan Ribeiro          | 2-3       |
| GAG Racing Team       | Yamaha      | Yamaha YZF-R3       | G    | 43  | Gláucio Barros             | 5         |
| GAG Racing Team       | Yamaha      | Yamaha YZF-R3       | G    | 12  | José de Barros Neto        | 2         |
| JAG Racing Team       | Honda       | Honda CBR500R       | P    | 80  | André Baptista             | 5         |
| JAG Racing Team       | Honda       | Honda CBR500R       | P    | 59  | Antônio Fábio de Aquino    | 6         |

| Leyenda             |
| ------------------- |
| Piloto regular      |
| Piloto invitado     |
| Piloto de reemplazo |

### Yamalube R3 bLU cRU Cup South America - Categoría Talent
| Equipo                  | Constructor | Moto          | Neu. | N.º | Piloto                        | Rondas    |
| ----------------------- | ----------- | ------------- | ---- | --- | ----------------------------- | --------- |
| Santucci Motorsport     | Yamaha      | Yamaha YZF-R3 | P    | 43  | Kevin Fontainha               | Todas     |
| Santucci Motorsport     | Yamaha      | Yamaha YZF-R3 | P    | 12  | Diogo Moreira                 | 1 y 6     |
| MB Performance          | Yamaha      | Yamaha YZF-R3 | P    | 80  | Gustavo Manso                 | Todas     |
| MB Performance          | Yamaha      | Yamaha YZF-R3 | P    | 59  | Alexandre Vicentino           | 1         |
| Pilette Speed Tradition | Yamaha      | Yamaha YZF-R3 | P    | 16  | Kaywan Freire "Kaká Fumaça"   | Todas     |
| Pilette Speed Tradition | Yamaha      | Yamaha YZF-R3 | P    | 81  | Francisco Alfaya              | 1         |
| Weldsports              | Yamaha      | Yamaha YZF-R3 | P    | 44  | Nahuel Santamaria             | 1-5       |
| Weldsports              | Yamaha      | Yamaha YZF-R3 | P    | 57  | Santino Sabattini             | 2-6       |
| Duesenberg Racing       | Yamaha      | Yamaha YZF-R3 | P    | 28  | João Teixeira                 | Todas     |
| Duesenberg Racing       | Yamaha      | Yamaha YZF-R3 | P    | 51  | Eduardo Banzolli              | 1         |
| Lovell Motorsport       | Yamaha      | Yamaha YZF-R3 | P    | 25  | Enzo Calgaroto Valentim       | 1-4 y 6   |
| Lovell Motorsport       | Yamaha      | Yamaha YZF-R3 | P    | 30  | Felipe Donato                 | 1         |
| Kleiman Autosport       | Yamaha      | Yamaha YZF-R3 | P    | 27  | Filipe Campos                 | 1-4       |
| Kleiman Autosport       | Yamaha      | Yamaha YZF-R3 | P    | 7   | Humberto Maier "Turquinho Jr" | 1 y 5-6   |
| TRAC Team               | Yamaha      | Yamaha YZF-R3 | P    | 85  | Eduardo Burr                  | 1 y 5-6   |
| TRAC Team               | Yamaha      | Yamaha YZF-R3 | P    | 43  | Marcos Vinícius Guidone       | 1 y 5-6   |
| Movisport               | Yamaha      | Yamaha YZF-R3 | P    | 42  | Santiago Orozco               | 1         |
| Movisport               | Yamaha      | Yamaha YZF-R3 | P    | 64  | Jeronimo González             | Todas     |
| RGA Sportsmanship       | Yamaha      | Yamaha YZF-R3 | P    | 33  | Matías Belloso                | 1         |
| RGA Sportsmanship       | Yamaha      | Yamaha YZF-R3 | P    | 10  | Ítalo Santana                 | Todas     |
| Rangoni Motorsport      | Yamaha      | Yamaha YZF-R3 | P    | 41  | Rodrigo Trindade              | 1         |
| Rangoni Motorsport      | Yamaha      | Yamaha YZF-R3 | P    | 72  | Jhixson Villogas Correa       | Todas     |
| Top Run Racing          | Yamaha      | Yamaha YZF-R3 | P    | 60  | Guilhermo Ferracuti           | 1         |
| Top Run Racing          | Yamaha      | Yamaha YZF-R3 | P    | 52  | Leandro Ortomín               | 1 y 4     |
| FR Competition          | Yamaha      | Yamaha YZF-R3 | P    | 84  | Bastián Alejandro Rojo        | Todas     |
| FR Competition          | Yamaha      | Yamaha YZF-R3 | P    | 24  | Brayann Ligeirinho            | Todas     |
| Vaccari Motori          | Yamaha      | Yamaha YZF-R3 | P    | 55  | Kauan Calgaroto               | 1-4 y 6   |
| Vaccari Motori          | Yamaha      | Yamaha YZF-R3 | P    | 74  | André Marinovic               | 1-3       |
| CAAL Racing             | Yamaha      | Yamaha YZF-R3 | P    | 96  | Cauã Rodrigues                | Todas     |
| CAAL Racing             | Yamaha      | Yamaha YZF-R3 | P    | 23  | João Fascinelli               | Todas     |
| Todi Corse              | Yamaha      | Yamaha YZF-R3 | P    | 61  | Renan Fui                     | Todas     |
| Todi Corse              | Yamaha      | Yamaha YZF-R3 | P    | 59  | Rafinha Fernandes             | 1-3 y 5-6 |
| Scuderia Giudici        | Yamaha      | Yamaha YZF-R3 | P    | 92  | Rubens Mesquita               | Todas     |
| Scuderia Giudici        | Yamaha      | Yamaha YZF-R3 | P    | 62  | Lucca Augusto Mello           | Todas     |
| Lanza Motorsport        | Yamaha      | Yamaha YZF-R3 | P    | 98  | Julián Nascimento             | 2-5       |
| Lanza Motorsport        | Yamaha      | Yamaha YZF-R3 | P    | 15  | Pedro Balla                   | Todas     |

| Leyenda             |
| ------------------- |
| Piloto regular      |
| Piloto invitado     |
| Piloto de reemplazo |

### Yamalube R3 bLU cRU Cup South America - Categoría PRO
| Equipo                 | Constructor | Moto          | Neu. | N.º | Piloto                 | Rondas    |
| ---------------------- | ----------- | ------------- | ---- | --- | ---------------------- | --------- |
| Lanza Motorsport       | Yamaha      | Yamaha YZF-R3 | P    | 90  | Willians Sales Piuí    | Todas     |
| Lanza Motorsport       | Yamaha      | Yamaha YZF-R3 | P    | 23  | Fabrício Zamperetti    | Todas     |
| GASS Racing            | Yamaha      | Yamaha YZF-R3 | P    | 34  | Diego Hilel            | Todas     |
| GASS Racing            | Yamaha      | Yamaha YZF-R3 | P    | 7   | Juan Capella           | Todas     |
| Jaguar Dealers Team    | Yamaha      | Yamaha YZF-R3 | P    | 30  | Kevin Melgar           | 1         |
| Jaguar Dealers Team    | Yamaha      | Yamaha YZF-R3 | P    | 58  | Pedro Moreira          | 1-3 y 5-6 |
| Giraldi Tecno Sport    | Yamaha      | Yamaha YZF-R3 | P    | 19  | André Predalli         | 1         |
| Giraldi Tecno Sport    | Yamaha      | Yamaha YZF-R3 | P    | 50  | Rafael Menis           | Todas     |
| Tecnodom               | Yamaha      | Yamaha YZF-R3 | P    | 94  | Marcelo Skaf           | 1 y 3-5   |
| Tecnodom               | Yamaha      | Yamaha YZF-R3 | P    | 17  | Joshua Andrade         | 1-5       |
| Hartmann Racing        | Yamaha      | Yamaha YZF-R3 | P    | 16  | Nestore Guarino        | 1-2       |
| Hartmann Racing        | Yamaha      | Yamaha YZF-R3 | P    | 28  | Alex Schultz           | Todas     |
| Solaris Motorsport     | Yamaha      | Yamaha YZF-R3 | P    | 46  | Wagner Costa           | Todas     |
| Solaris Motorsport     | Yamaha      | Yamaha YZF-R3 | P    | 44  | Gonzalo Augusto Zárate | 1-4       |
| Roma Racing Team       | Yamaha      | Yamaha YZF-R3 | P    | 4   | Luís Fernando          | Todas     |
| Roma Racing Team       | Yamaha      | Yamaha YZF-R3 | P    | 33  | Bruno Novillo          | 2-6       |
| Dinamic Team           | Yamaha      | Yamaha YZF-R3 | P    | 57  | Dedé Aguiar            | Todas     |
| Dinamic Team           | Yamaha      | Yamaha YZF-R3 | P    | 88  | Raphael Fletado        | 1-4       |
| Petri Corse            | Yamaha      | Yamaha YZF-R3 | P    | 15  | Kik Tavares            | 1-3 y 5-6 |
| Petri Corse            | Yamaha      | Yamaha YZF-R3 | P    | 18  | Daryn Steves           | 1 y 6     |
| Batt Promotion         | Yamaha      | Yamaha YZF-R3 | P    | 11  | Kevin Torres           | 1         |
| Batt Promotion         | Yamaha      | Yamaha YZF-R3 | P    | 8   | Guilherme Silva        | 1         |
| Adria Racing System    | Yamaha      | Yamaha YZF-R3 | P    | 81  | Renan Fernandes        | 1-3 y 5-6 |
| Adria Racing System    | Yamaha      | Yamaha YZF-R3 | P    | 61  | Bruno Ribeiro          | Todas     |
| Phoenix Racing         | Yamaha      | Yamaha YZF-R3 | P    | 65  | Edinho Picoloko        | Todas     |
| Phoenix Racing         | Yamaha      | Yamaha YZF-R3 | P    | 20  | Flávio Brito           | Todas     |
| Union Properties       | Yamaha      | Yamaha YZF-R3 | P    | 49  | Renan Carvalho         | Todas     |
| Union Properties       | Yamaha      | Yamaha YZF-R3 | P    | 6   | Tiago Crespo           | Todas     |
| Team First Centreville | Yamaha      | Yamaha YZF-R3 | P    | 69  | Léo Penades            | 1-2       |
| Team First Centreville | Yamaha      | Yamaha YZF-R3 | P    | 5   | Jorge Ramos Jr         | 1-3 y 5-6 |
| GPC Squadra Corse      | Yamaha      | Yamaha YZF-R3 | P    | 25  | Flávio Trevizan        | 1-3 y 5-6 |
| GPC Squadra Corse      | Yamaha      | Yamaha YZF-R3 | P    | 95  | Marcos Baré            | 1-4 y 6   |

| Leyenda             |
| ------------------- |
| Piloto regular      |
| Piloto invitado     |
| Piloto de reemplazo |

## Resultados

### Superbike
| Round | Round | Circuit                    | Date             | Pole Position     | Vuelta rápida  | Piloto ganador               | Equipo ganador | Constructor | Ref.   |
| ----- | ----- | -------------------------- | ---------------- | ----------------- | -------------- | ---------------------------- | -------------- | ----------- | ------ |
| 1     | R1    | Grande Prêmio Gerais       | 17 de abril      | Rodrigo Dazzi     | Rodrigo Dazzi  | Rodrigo Dazzi                | Dazzi Racing   | BMW         | [ 8 ]  |
| 1     | R2    | Grande Prêmio Gerais       | 17 de abril      | Rodrigo Dazzi     | Rodrigo Dazzi  | Rodrigo Dazzi                | Dazzi Racing   | BMW         | [ 9 ]  |
| 2     | R1    | Grande Prêmio Goiás        | 15 de mayo       | Rodrigo Dazzi     | Rodrigo Dazzi  | Wendell Vaz                  | Kremer Racing  | BMW         | [ 10 ] |
| 2     | R2    | Grande Prêmio Goiás        | 15 de mayo       | Rodrigo Dazzi     | Rodrigo Dazzi  | Rodrigo Dazzi                | Dazzi Racing   | BMW         | [ 11 ] |
| 3     | R1    | Grande Prêmio Goiânia      | 7 de agosto      | Rodrigo Dazzi     | Rodrigo Dazzi  | Rodrigo Dazzi                | Dazzi Racing   | BMW         | [ 12 ] |
| 3     | R2    | Grande Prêmio Goiânia      | 7 de agosto      | Rodrigo Dazzi     | Rodrigo Dazzi  | Rodrigo Dazzi                | Dazzi Racing   | BMW         | [ 13 ] |
| 4     | R1    | Grande Prêmio Campo Grande | 18 de septiembre | Raphael Santos    | Raphael Santos | Raphael Santos               | Panasport Team | Honda       | [ 14 ] |
| 4     | R2    | Grande Prêmio Campo Grande | 18 de septiembre | Pedro Lins        | Rodrigo Dazzi  | Gleidson Matsubara "Babinha" | Dazzi Racing   | BMW         | [ 15 ] |
| 5     | R1    | Grande Prêmio Curvelo      | 23 de octubre    | Pedro Lins        | Pedro Lins     | Pedro Lins                   | Kremer Racing  | BMW         | [ 16 ] |
| 5     | R2    | Grande Prêmio Curvelo      | 23 de octubre    | William Barros    | Rodrigo Dazzi  | Rodrigo Dazzi                | Dazzi Racing   | BMW         | [ 17 ] |
| 6     | R1    | Grande Prêmio Pirelli      | 27 de noviembre  | Alan Dantas Souza | Wendell Vaz    | Wendell Vaz                  | Kremer Racing  | BMW         | [ 18 ] |
| 6     | R2    | Grande Prêmio Pirelli      | 27 de noviembre  | Rodrigo Dazzi     | Rodrigo Dazzi  | Rodrigo Dazzi                | Dazzi Racing   | BMW         | [ 19 ] |

### Supersport 600
| Round | Round | Circuit                    | Date             | Pole Position | Vuelta rápida  | Piloto ganador | Equipo ganador      | Constructor | Ref.   |
| ----- | ----- | -------------------------- | ---------------- | ------------- | -------------- | -------------- | ------------------- | ----------- | ------ |
| 1     | R1    | Grande Prêmio Gerais       | 17 de abril      | Welber Barros | Welber Barros  | Welber Barros  | Gebhardt Motorsport | Kawasaki    | [ 8 ]  |
| 1     | R2    | Grande Prêmio Gerais       | 17 de abril      | Welber Barros | Welber Barros  | Welber Barros  | Gebhardt Motorsport | Kawasaki    | [ 20 ] |
| 2     | R1    | Grande Prêmio Goiás        | 15 de mayo       | Welber Barros | Welber Barros  | Welber Barros  | Gebhardt Motorsport | Kawasaki    | [ 10 ] |
| 2     | R2    | Grande Prêmio Goiás        | 15 de mayo       | Welber Barros | Welber Barros  | Welber Barros  | Gebhardt Motorsport | Kawasaki    | [ 21 ] |
| 3     | R1    | Grande Prêmio Goiânia      | 7 de agosto      | Eduardo Burr  | Eduardo Burr   | Eduardo Burr   | Castrol Racing      | Yamaha      | [ 12 ] |
| 3     | R2    | Grande Prêmio Goiânia      | 7 de agosto      | Eduardo Burr  | Eduardo Burr   | Eduardo Burr   | Castrol Racing      | Yamaha      | [ 13 ] |
| 4     | R1    | Grande Prêmio Campo Grande | 18 de septiembre | Welber Barros | Marcelo Skaf   | Marcelo Skaf   | Gebhardt Motorsport | Kawasaki    | [ 22 ] |
| 4     | R2    | Grande Prêmio Campo Grande | 18 de septiembre | Marcelo Skaf  | Rafael Milazzo | Alex Pires     | Ecurie Ecosse       | Kawasaki    | [ 23 ] |
| 5     | R1    | Grande Prêmio Curvelo      | 23 de octubre    | Welber Barros | Welber Barros  | Welber Barros  | Gebhardt Motorsport | Kawasaki    | [ 16 ] |
| 5     | R2    | Grande Prêmio Curvelo      | 23 de octubre    | Welber Barros | Welber Barros  | Welber Barros  | Gebhardt Motorsport | Kawasaki    | [ 17 ] |
| 6     | R1    | Grande Prêmio Pirelli      | 27 de noviembre  | Welber Barros | Welber Barros  | Welber Barros  | Gebhardt Motorsport | Kawasaki    | [ 24 ] |
| 6     | R2    | Grande Prêmio Pirelli      | 27 de noviembre  | Régis Santos  | Vicente Flores | Welber Barros  | Gebhardt Motorsport | Kawasaki    | [ 25 ] |

### Supersport 300
| Round | Round | Circuit                    | Date             | Pole Position              | Vuelta rápida              | Piloto ganador             | Equipo ganador        | Constructor | Ref.   |
| ----- | ----- | -------------------------- | ---------------- | -------------------------- | -------------------------- | -------------------------- | --------------------- | ----------- | ------ |
| 1     | R1    | Grande Prêmio Gerais       | 17 de abril      | Lucca Melo                 | Kaywan Alves "Kaká Fumaça" | Adalberto Pereira          | Spice Engineering     | BMW         | [ 8 ]  |
| 1     | R2    | Grande Prêmio Gerais       | 17 de abril      | Kaywan Alves "Kaká Fumaça" | Kaywan Alves "Kaká Fumaça" | Kaywan Alves "Kaká Fumaça" | Equipe Alméras Frères | Yamaha      | [ 26 ] |
| 2     | R1    | Grande Prêmio Goiás        | 15 de mayo       | Lucca Melo                 | João Fascinelli            | Lucca Melo                 | Courage Compétition   | Yamaha      | [ 10 ] |
| 2     | R2    | Grande Prêmio Goiás        | 15 de mayo       | Raquel Vaz                 | Lucca Melo                 | Lucca Melo                 | Courage Compétition   | Yamaha      | [ 27 ] |
| 3     | R1    | Grande Prêmio Goiânia      | 7 de agosto      | João Fascinelli            | Lucca Melo                 | Lucca Melo                 | Courage Compétition   | Yamaha      | [ 12 ] |
| 3     | R2    | Grande Prêmio Goiânia      | 7 de agosto      | Lucca Melo                 | Lucca Melo                 | Lucca Melo                 | Courage Compétition   | Yamaha      | [ 13 ] |
| 4     | R1    | Grande Prêmio Campo Grande | 18 de septiembre | Adalberto Pereira          | Enzo Calgaroto Valentim    | Enzo Calgaroto Valentim    | Berkeley Team         | Suzuki      | [ 28 ] |
| 4     | R2    | Grande Prêmio Campo Grande | 18 de septiembre | Elton Nunes                | Evandro Lima               | Elton Nunes                | PoleVision Racing     | Kawasaki    | [ 29 ] |
| 5     | R1    | Grande Prêmio Curvelo      | 23 de octubre    | João Fascinelli            | João Fascinelli            | João Fascinelli            | Team Davey            | Aprilia     | [ 16 ] |
| 5     | R2    | Grande Prêmio Curvelo      | 23 de octubre    | João Fascinelli            | João Fascinelli            | João Fascinelli            | Team Davey            | Aprilia     | [ 17 ] |
| 6     | R1    | Grande Prêmio Pirelli      | 27 de noviembre  | João Fascinelli            | João Fascinelli            | João Fascinelli            | Team Davey            | Aprilia     | [ 30 ] |
| 6     | R2    | Grande Prêmio Pirelli      | 27 de noviembre  | João Fascinelli            | Raquel Vaz                 | João Fascinelli            | Team Davey            | Aprilia     | [ 31 ] |

### Yamalube R3 bLU cRU Cup South America - Categoría Talent
| Round | Round | Circuit                    | Date             | Pole Position                 | Vuelta rápida                 | Piloto ganador                | Equipo ganador          | Constructor | Ref.   |
| ----- | ----- | -------------------------- | ---------------- | ----------------------------- | ----------------------------- | ----------------------------- | ----------------------- | ----------- | ------ |
| 1     | R1    | Grande Prêmio Gerais       | 17 de abril      | Gustavo Manso                 | Rafinha Fernandes             | Gustavo Manso                 | MB Performance          | Yamaha      | [ 8 ]  |
| 1     | R2    | Grande Prêmio Gerais       | 17 de abril      | João Fascinelli               | Gustavo Manso                 | Gustavo Manso                 | MB Performance          | Yamaha      | [ 32 ] |
| 2     | R1    | Grande Prêmio Goiás        | 15 de mayo       | Gustavo Manso                 | Kevin Fontainha               | Kevin Fontainha               | Santucci Motorsport     | Yamaha      | [ 10 ] |
| 2     | R2    | Grande Prêmio Goiás        | 15 de mayo       | Renan Fui                     | Gustavo Manso                 | Gustavo Manso                 | MB Performance          | Yamaha      | [ 33 ] |
| 3     | R1    | Grande Prêmio Goiânia      | 7 de agosto      | Gustavo Manso                 | Gustavo Manso                 | Gustavo Manso                 | MB Performance          | Yamaha      | [ 12 ] |
| 3     | R2    | Grande Prêmio Goiânia      | 7 de agosto      | Rubens Mesquita               | Kaywan Freire "Kaká Fumaça"   | Kaywan Freire "Kaká Fumaça"   | Pilette Speed Tradition | Yamaha      | [ 13 ] |
| 4     | R1    | Grande Prêmio Campo Grande | 18 de septiembre | Lucca Augusto Mello           | Gustavo Manso                 | Gustavo Manso                 | MB Performance          | Yamaha      | [ 34 ] |
| 4     | R2    | Grande Prêmio Campo Grande | 18 de septiembre | Kaywan Freire "Kaká Fumaça"   | Santino Sabattini             | Kaywan Freire "Kaká Fumaça"   | Pilette Speed Tradition | Yamaha      | [ 35 ] |
| 5     | R1    | Grande Prêmio Curvelo      | 23 de octubre    | Humberto Maier "Turquinho Jr" | Humberto Maier "Turquinho Jr" | Humberto Maier "Turquinho Jr" | Kleiman Autosport       | Yamaha      | [ 16 ] |
| 5     | R2    | Grande Prêmio Curvelo      | 23 de octubre    | Gustavo Manso                 | Gustavo Manso                 | Gustavo Manso                 | MB Performance          | Yamaha      | [ 17 ] |
| 6     | R1    | Grande Prêmio Pirelli      | 27 de noviembre  | Diogo Moreira                 | Diogo Moreira                 | Kevin Fontainha               | Santucci Motorsport     | Yamaha      | [ 36 ] |
| 6     | R2    | Grande Prêmio Pirelli      | 27 de noviembre  | Diogo Moreira                 | Diogo Moreira                 | Humberto Maier "Turquinho Jr" | Kleiman Autosport       | Yamaha      | [ 37 ] |

### Yamalube R3 bLU cRU Cup South America - Categoría PRO
| Round | Round | Circuit                    | Date             | Pole Position          | Vuelta rápida          | Piloto ganador         | Equipo ganador      | Constructor | Ref.   |
| ----- | ----- | -------------------------- | ---------------- | ---------------------- | ---------------------- | ---------------------- | ------------------- | ----------- | ------ |
| 1     | R1    | Grande Prêmio Gerais       | 17 de abril      | Fabrício Zamperetti    | Juan Capella           | Juan Capella           | GASS Racing         | Yamaha      | [ 8 ]  |
| 1     | R2    | Grande Prêmio Gerais       | 17 de abril      | Willians Sales Piuí    | Joshua Andrade         | Willians Sales Piuí    | Lanza Motorsport    | Yamaha      | [ 38 ] |
| 2     | R1    | Grande Prêmio Goiás        | 15 de mayo       | Willians Sales Piuí    | Willians Sales Piuí    | Willians Sales Piuí    | Lanza Motorsport    | Yamaha      | [ 10 ] |
| 2     | R2    | Grande Prêmio Goiás        | 15 de mayo       | Diego Hilel            | Willians Sales Piuí    | Willians Sales Piuí    | Lanza Motorsport    | Yamaha      | [ 39 ] |
| 3     | R1    | Grande Prêmio Goiânia      | 7 de agosto      | Juan Capella           | Juan Capella           | Juan Capella           | GASS Racing         | Yamaha      | [ 12 ] |
| 3     | R2    | Grande Prêmio Goiânia      | 7 de agosto      | Bruno Novillo          | Diego Hilel            | Bruno Novillo          | Roma Racing Team    | Yamaha      | [ 13 ] |
| 4     | R1    | Grande Prêmio Campo Grande | 18 de septiembre | Juan Capella           | Juan Capella           | Juan Capella           | GASS Racing         | Yamaha      | [ 40 ] |
| 4     | R2    | Grande Prêmio Campo Grande | 18 de septiembre | Willians Sales Piuí    | Willians Sales Piuí    | Juan Capella           | GASS Racing         | Yamaha      | [ 41 ] |
| 5     | R1    | Grande Prêmio Curvelo      | 23 de octubre    | Gonzalo Augusto Zárate | Gonzalo Augusto Zárate | Gonzalo Augusto Zárate | Solaris Motorsport  | Yamaha      | [ 16 ] |
| 5     | R2    | Grande Prêmio Curvelo      | 23 de octubre    | Gonzalo Augusto Zárate | Gonzalo Augusto Zárate | Gonzalo Augusto Zárate | Solaris Motorsport  | Yamaha      | [ 17 ] |
| 6     | R1    | Grande Prêmio Pirelli      | 27 de noviembre  | Alex Schultz           | Gonzalo Augusto Zárate | Bruno Ribeiro          | Adria Racing System | Yamaha      | [ 42 ] |
| 6     | R2    | Grande Prêmio Pirelli      | 27 de noviembre  | Willians Sales Piuí    | Bruno Novillo          | Bruno Ribeiro          | Adria Racing System | Yamaha      | [ 43 ] |

## Calificación general

### Superbike
| Pos. | Rider                        | Moto     | Clase | GER | GER | GOI | GOI | GNA | GNA | CGR | CGR | CUR | CUR | PIR | PIR | Pts. |
| Pos. | Rider                        | Moto     | Clase | RD1 | RD2 | RD1 | RD2 | RD1 | RD2 | RD1 | RD2 | RD1 | RD2 | RD1 | RD2 | Pts. |
| ---- | ---------------------------- | -------- | ----- | --- | --- | --- | --- | --- | --- | --- | --- | --- | --- | --- | --- | ---- |
| 1    | Rodrigo Dazzi                | BMW      | PRO   | 1   | 1   | Ret | 1   | 1   | 1   | 4   | 6   | 2   | 1   | 3   | 1   | 234  |
| 2    | Pedro Lins                   | BMW      | PRO   |     |     | 3   | 3   | 4   | 3   | 6   | 2   | 1   | DNF | 2   | 3   | 152  |
| 3    | William Barros               | Kawasaki | PRO   | 5   | 5   | 2   | 4   | 5   | 4   |     |     | 6   | 4   | 5   | 4   | 126  |
| 4    | Wendell Vaz                  | BMW      | PRO   |     |     | 1   | 2   | 3   | 14  |     |     |     |     | 1   | 2   | 108  |
| 5    | Victor Azevedo Oliveira      | Kawasaki | LGT   | 2   | Ret | 5   | 10  | 9   | 9   | 7   | 8   | 5   | Ret | 7   | 10  | 107  |
| 6    | Alan Dantas Souza            | Ducati   | PRO   | 8   | 4   | 6   | 8   | 8   | 7   | DSQ | 4   | 7   | 5   | 10  | 8   | 103  |
| 7    | Gleidson Matsubara "Babinha" | BMW      | PRO   |     |     |     |     | 6   | 11  | 2   | 1   |     |     | 4   | 5   | 84   |
| 8    | Marcelo Strunk               | Aprilia  | MAS   | 3   | 2   | 7   | 5   | 11  | 10  |     |     | 4   | 12  |     |     | 84   |
| 9    | Jirios Semaan Abboud         | Kawasaki | MAS   | 6   | 6   |     |     |     |     |     |     | 3   | 3   | 6   | 7   | 71   |
| 10   | Raphael Santos               | Honda    | PRO   |     |     |     |     | 2   | 2   | 1   | Ret |     |     |     |     | 65   |
| 11   | Iovandes Menezes "Natural"   | BMW      | LGT   |     |     | 4   | 6   | Ret | 8   | 9   | 7   |     |     | 8   | 6   | 65   |
| 12   | Breno Batista                | Aprilia  | LGT   | 7   | 7   |     |     |     |     |     |     | 9   | 2   |     |     | 45   |
| 13   | Breno Pinto                  | Yamaha   | PRO   | 4   | 3   |     |     | DNQ | 5   |     |     |     |     |     |     | 40   |
| 14   | Rodrigo Hayashi              | Kawasaki | PRO   |     |     |     |     | 14  | Ret | 3   | 3   |     |     |     |     | 34   |
| 15   | Daniel Moraes                | BMW      | LGT   |     |     | 14  | 16  | 20  | 20  | 5   | 5   |     |     | 15  | 13  | 28   |
| 16   | Roberto Marques              | Suzuki   | LGT   |     |     | 8   | 11  | INF | 15  |     |     |     |     | 9   | 9   | 28   |
| 17   | Érico Veríssimo              | Honda    | LGT   | 17  | Ret | 11  | 13  | 12  | 16  | Ret | DNS | 11  | DNA | 11  | 11  | 27   |
| 18   | Charlles Rodrigo             | Kawasaki | LGT   | 11  | 8   |     |     |     |     |     |     | 10  | 9   |     |     | 26   |
| 19   | Michel Semaan Abboud         | Kawasaki | MAS   | 13  | 11  | 13  | Ret | 17  | 23  |     |     | 15  | 6   |     |     | 22   |
| 20   | Renato Vale                  | Kawasaki | MAS   | 10  | 10  |     |     |     |     |     |     | 14  | 8   |     |     | 22   |
| 21   | Lúcio Mauro Herani           | BMW      | MAS   |     |     |     |     | 10  | 12  | 10  | 10  |     |     |     |     | 22   |
| 22   | Luís Ferraz                  | BMW      | PRO   |     |     |     |     | 7   | 6   |     |     |     |     |     |     | 19   |
| 23   | Lucas Cavalcanti             | Kawasaki | PRO   | 14  | 12  |     |     |     |     |     |     | 12  | 7   | DNF | DNF | 19   |
| 24   | Adílson Maier                | BMW      | LGT   | Ret | DNS | 15  | 14  | 13  | 13  |     |     | 20  | 11  | 12  | DNS | 18   |
| 25   | Elvis Machado                | Kawasaki | LGT   |     |     |     |     | 23  | Ret | 8   | 9   |     |     |     |     | 15   |
| 26   | Daniel Sánches               | BMW      | PRO   | 16  | 13  | 10  | DNS |     |     |     |     | 13  | Ret |     |     | 12   |
| 27   | Danilo Margiotta             | Ducati   | MAS   |     |     | 12  | 9   |     |     |     |     |     |     |     |     | 11   |
| 28   | Valdique Pacheco Filho       | Kawasaki | LGT   | 12  | 9   |     |     |     |     |     |     |     |     |     |     | 11   |
| 29   | Cassius Moreira              | Sundown  | LGT   |     |     | 9   | 12  |     |     |     |     |     |     |     |     | 11   |
| 30   | Bruno Lopes                  | Kawasaki | LGT   | NC  | 15  |     |     | 15  | 17  |     |     | 8   | Ret |     |     | 10   |
| 31   | Jefferson Bezerra            | BMW      | LGT   |     |     | Ret | 7   | 16  | 18  |     |     |     |     |     |     | 9    |
| 32   | Tedson Veloso                | Honda    | MAS   | 9   | DNS |     |     |     |     |     |     |     |     |     |     | 7    |
| 33   | Bernardo Araújo              | Kawasaki | LGT   |     |     |     |     |     |     |     |     | 19  | DNS | 13  | 12  | 7    |
| 34   | José Oscar Fernandes         | Aprilia  | LGT   | 19  | 16  | 18  | 17  |     |     |     |     | 18  | 10  |     |     | 6    |
| 35   | Maycon Vilas Boas            | Kawasaki | LGT   |     |     | 16  | 15  | 21  | 21  |     |     |     |     | 14  | 14  | 5    |
| 36   | Alexandre Antônio            | Kawasaki | LGT   |     |     |     |     |     |     | 11  | Ret | 16  | DNS |     |     | 5    |
| 37   | Pedro Barbosa                | Honda    | LGT   | 18  | 14  |     |     |     |     |     |     |     |     |     |     | 2    |
| 38   | Édson Luiz "Cachorrão"       | Suzuki   | PRO   | 15  | INF |     |     |     |     |     |     |     |     |     |     | 1    |
| 39   | André Ferreira               | Kawasaki | LGT   | 20  | 17  | 17  | 18  |     |     |     |     |     |     |     |     | 0    |
| 40   | Kaio Aires                   | Kawasaki | LGT   |     |     |     |     |     |     |     |     | 17  | WD  |     |     | 0    |
| 41   | Vaguiner Trindade            | Aprilia  | LGT   | 21  | 18  |     |     |     |     |     |     |     |     |     |     | 0    |
| 42   | Ricardo Sarmento             | BMW      | LGT   |     |     |     |     | 18  | Wth |     |     |     |     |     |     | 0    |
| 43   | Felipe Pan                   | Kawasaki | LGT   |     |     |     |     | 19  | 19  |     |     |     |     |     |     | 0    |
| 44   | Murilo Waner Cavalheiro      | BMW      | LGT   |     |     |     |     | 22  | 22  |     |     |     |     |     |     | 0    |
| 45   | Caio de Lima Cordeiro        | Honda    | LGT   |     |     |     |     |     |     | Ret | INF |     |     |     |     | 0    |
| 46   | Marcelo Skaf                 | Kawasaki | PRO   |     |     |     |     |     |     |     |     |     |     | DNQ | DNF | 0    |
| 47   | Guilherme Brito              | Yamaha   | PRO   |     |     |     |     | Ret | DNS |     |     |     |     |     |     | 0    |
| 48   | Fernando Araújo              | Kawasaki | MAS   |     |     |     |     | AT  | Ret |     |     |     |     |     |     | 0    |
| Pos. | Rider                        | Moto     | Clase | GER | GER | GOI | GOI | GNA | GNA | CGR | CGR | CUR | CUR | PIR | PIR | Pts. |

| Color     | Resultado                                                               |
| --------- | ----------------------------------------------------------------------- |
| Oro       | Ganador                                                                 |
| Plata     | 2.ª plaza                                                               |
| Bronce    | 3.ª plaza                                                               |
| Verde     | Finalizó en los puntos                                                  |
| Azul      | Finalizó sin puntos                                                     |
| Azul      | NC - No clasificado                                                     |
| Violeta   | Ret - No terminó (Carrera)                                              |
| Rojo      | DNQ - No se clasificó                                                   |
| Negro     | DSQ - Descalificado                                                     |
| Blanco    | DNS - No empezó (carrera)                                               |
| Blanco    | WD - Retirado (fin de semana)                                           |
| Blanco    | C - Carrera cancelada                                                   |
| Sin color | DNP - Inscrito pero no participó                                        |
| Sin color | INJ - Lesionado                                                         |
| Sin color | EX - Excluido                                                           |
| Estado    | Resultado                                                               |
| Negrita   | Pole position                                                           |
| Cursiva   | Vuelta rápida                                                           |
| †         | Abandona, pero clasifica al completar el porcentaje requerido para ello |

### Campeonato de Constructores
| Pos. | Rider    | GER | GER | GOI | GOI | GNA | GNA | CGR | CGR | CUR | CUR | PIR | PIR | Pts. |
| Pos. | Rider    | RD1 | RD2 | RD1 | RD2 | RD1 | RD2 | RD1 | RD2 | RD1 | RD2 | RD1 | RD2 | Pts. |
| ---- | -------- | --- | --- | --- | --- | --- | --- | --- | --- | --- | --- | --- | --- | ---- |
| 1    | BMW      | 1   | 1   | 1   | 1   | 1   | 1   | 2   | 1   | 1   | 1   | 1   | 1   | 295  |
| 2    | Kawasaki | 2   | 5   | 2   | 4   | 5   | 4   | 3   | 3   | 3   | 3   | 5   | 4   | 176  |
| 3    | Ducati   | 8   | 4   | 6   | 8   | 8   | 7   | DSQ | 4   | 7   | 5   | 10  | 8   | 103  |
| 4    | Aprilia  | 3   | 2   | 7   | 5   | 11  | 10  |     |     | 4   | 2   |     |     | 100  |
| 5    | Honda    | 17  | 14  | 11  | 13  | 2   | 2   | 1   | Ret | 11  | DNA | 11  | 11  | 90   |
| 6    | Yamaha   | 4   | 3   |     |     | DNQ | 5   |     |     |     |     |     |     | 40   |
| 7    | Suzuki   | 15  | INF | 8   | 11  | INF | 15  |     |     |     |     | 9   | 9   | 29   |
| 8    | Sundown  |     |     | 9   | 12  |     |     |     |     |     |     |     |     | 11   |
| Pos. | Rider    | GER | GER | GOI | GOI | GNA | GNA | CGR | CGR | CUR | CUR | PIR | PIR | Pts. |

### Supersport 600
| Pos. | Rider                   | Moto     | Clase | GER | GER | GOI | GOI | GNA | GNA | CGR | CGR | CUR | CUR | PIR | PIR | Pts. |
| Pos. | Rider                   | Moto     | Clase | RD1 | RD2 | RD1 | RD2 | RD1 | RD2 | RD1 | RD2 | RD1 | RD2 | RD1 | RD2 | Pts. |
| ---- | ----------------------- | -------- | ----- | --- | --- | --- | --- | --- | --- | --- | --- | --- | --- | --- | --- | ---- |
| 1    | Welber Barros           | Kawasaki | PRO   | 1   | 1   | 1   | 1   | 2   | 2   | 2   | 3   | 1   | 1   | 1   | 1   | 287  |
| 2    | Régis Santos            | Honda    | PRO   | 2   | 2   | 2   | 2   | 5   | 3   | 3   | 4   | 4   | Ret | 3   | 3   | 216  |
| 3    | Alex Pires              | Kawasaki | PRO   | 3   | 3   | 4   | 3   | 3   | 4   | 5   | 1   | 2   | 2   |     |     | 196  |
| 4    | Jefferson Oliveira      | Kawasaki | PRO   |     |     | 8   | 5   | 7   | 7   |     |     | 6   | 3   | 4   | 4   | 118  |
| 5    | Rafael Milazzo          | Kawasaki | LGT   | 5   | 4   | 7   | 7   | 9   | 8   | 10  | 11  | 8   | 4   | 6   | 5   | 110  |
| 6    | Vicente Flores          | Kawasaki | PRO   |     |     | 3   | DNS | 4   | 5   |     |     |     |     | 2   | 2   | 95   |
| 7    | Rodrigo Salioni         | BMW      | LGT   |     |     | 9   | 8   | 10  | 10  | 11  | 12  | 14  | 9   | 8   | 9   | 60   |
| 8    | Olímpio Antônio Filho   | Kawasaki | PRO   |     |     | 5   | 4   | 8   | 6   |     |     |     |     |     |     | 54   |
| 9    | Eduardo Burr            | Yamaha   | PRO   |     |     |     |     | 1   | 1   |     |     |     |     |     |     | 51   |
| 10   | Marcelo Skaf            | Kawasaki | PRO   |     |     |     |     |     |     | 1   | 2   |     |     |     |     | 47   |
| 11   | Flávio Amorim           | Honda    | LGT   | 6   | 6   | 6   | 6   |     |     |     |     | DSQ | DSQ |     |     | 40   |
| 12   | Igor Monteiro           | Kawasaki | LGT   | 4   | 5   |     |     |     |     |     |     | 10  | 10  |     |     | 36   |
| 13   | Moacir Bastos           | Triumph  | LGT   | 9   | 9   |     |     |     |     |     |     | 11  | 6   |     |     | 29   |
| 14   | Magson Martins          | Kawasaki | LGT   |     |     |     |     |     |     | 4   | 5   |     |     |     |     | 24   |
| 15   | Patrik Rigotti          | Kawasaki | LGT   | 11  | 10  |     |     |     |     |     |     | 12  | 7   |     |     | 24   |
| 16   | Demian Sarcinelli       | Honda    | LGT   | 8   | 8   |     |     |     |     |     |     | DNS | 8   |     |     | 24   |
| 17   | Eduardo Massuia         | Kawasaki | LGT   |     |     |     |     | 11  | 11  |     |     |     |     | 9   | 10  | 23   |
| 18   | André Luiz Aguiar       | Yamaha   | LGT   |     |     |     |     |     |     |     |     |     |     | 5   | 6   | 21   |
| 19   | Wilson Oliveira         | Kawasaki | LGT   |     |     |     |     |     |     | 6   | 6   |     |     |     |     | 20   |
| 20   | Emanoel Santana         | Suzuki   | PRO   | 7   | 7   |     |     |     |     |     |     |     |     |     |     | 18   |
| 21   | Raphael Teixeira        | Kawasaki | LGT   |     |     |     |     |     |     |     |     |     |     | 7   | 7   | 18   |
| 22   | Rodrigo Gabriel Feitosa | Kawasaki | LGT   |     |     |     |     |     |     | 7   | 8   |     |     |     |     | 17   |
| 23   | Antônio Franzen         | Kawasaki | PRO   |     |     |     |     |     |     |     |     | 3   | Wth |     |     | 16   |
| 24   | Diego Haddad            | Yamaha   | LGT   |     |     |     |     |     |     |     |     | 5   | 11  |     |     | 16   |
| 25   | Leonardo Magalhães      | Kawasaki | LGT   |     |     |     |     |     |     |     |     | 13  | 5   |     |     | 14   |
| 26   | Alexandre Azambuja      | BMW      | LGT   |     |     |     |     |     |     | 8   | 10  |     |     |     |     | 14   |
| 27   | Vinícius Ramos          | Kawasaki | LGT   |     |     |     |     |     |     | 9   | 9   |     |     |     |     | 14   |
| 28   | Pedro Martins           | Honda    | PRO   |     |     |     |     | 6   | Ret |     |     |     |     |     |     | 10   |
| 29   | Gustavo Mello           | Aprilia  | LGT   |     |     |     |     |     |     |     |     | 7   | Ret |     |     | 9    |
| 30   | Lúcio Flávio Xavier     | Yamaha   | LGT   |     |     |     |     |     |     | NPQ | 7   |     |     |     |     | 9    |
| 31   | Victor Santos           | BMW      | PRO   | 12  | 11  |     |     |     |     |     |     |     |     |     |     | 9    |
| 32   | Fernando Gonçalves      | Kawasaki | LGT   |     |     |     |     |     |     |     |     |     |     | Ret | 8   | 8    |
| 33   | Marcos Vinícius Silva   | Honda    | LGT   |     |     |     |     | DNQ | 9   |     |     |     |     |     |     | 7    |
| 34   | Luís Carlos Lima        | Honda    | LGT   |     |     |     |     |     |     |     |     | 9   | DNS |     |     | 7    |
| 35   | Pablo Rocha             | Kawasaki | LGT   | 10  | DNS |     |     |     |     |     |     |     |     |     |     | 6    |
| Pos. | Rider                   | Moto     | Clase | GER | GER | GOI | GOI | GNA | GNA | CGR | CGR | CUR | CUR | PIR | PIR | Pts. |

| Color     | Resultado                                                               |
| --------- | ----------------------------------------------------------------------- |
| Oro       | Ganador                                                                 |
| Plata     | 2.ª plaza                                                               |
| Bronce    | 3.ª plaza                                                               |
| Verde     | Finalizó en los puntos                                                  |
| Azul      | Finalizó sin puntos                                                     |
| Azul      | NC - No clasificado                                                     |
| Violeta   | Ret - No terminó (Carrera)                                              |
| Rojo      | DNQ - No se clasificó                                                   |
| Negro     | DSQ - Descalificado                                                     |
| Blanco    | DNS - No empezó (carrera)                                               |
| Blanco    | WD - Retirado (fin de semana)                                           |
| Blanco    | C - Carrera cancelada                                                   |
| Sin color | DNP - Inscrito pero no participó                                        |
| Sin color | INJ - Lesionado                                                         |
| Sin color | EX - Excluido                                                           |
| Estado    | Resultado                                                               |
| Negrita   | Pole position                                                           |
| Cursiva   | Vuelta rápida                                                           |
| †         | Abandona, pero clasifica al completar el porcentaje requerido para ello |

### Campeonato de Constructores
| Pos. | Rider    | GER | GER | GOI | GOI | GNA | GNA | CGR | CGR | CUR | CUR | PIR | PIR | Pts. |
| Pos. | Rider    | RD1 | RD2 | RD1 | RD2 | RD1 | RD2 | RD1 | RD2 | RD1 | RD2 | RD1 | RD2 | Pts. |
| ---- | -------- | --- | --- | --- | --- | --- | --- | --- | --- | --- | --- | --- | --- | ---- |
| 1    | Kawasaki | 1   | 1   | 1   | 1   | 2   | 2   | 1   | 1   | 1   | 1   | 1   | 1   | 290  |
| 2    | Honda    | 2   | 2   | 2   | 2   | 5   | 3   | 3   | 4   | 4   | 8   | 3   | 3   | 189  |
| 3    | Yamaha   |     |     |     |     | 1   | 1   | NPQ | 7   |     |     | 5   | 6   | 80   |
| 4    | BMW      | 12  | 11  | 9   | 8   | 10  | 10  | 11  | 12  | 14  | 9   | 8   | 9   | 69   |
| 5    | Triumph  | 9   | 9   |     |     |     |     |     |     | 11  | 6   |     |     | 29   |
| 6    | Suzuki   | 7   | 7   |     |     |     |     |     |     |     |     |     |     | 18   |
| 7    | Aprilia  |     |     |     |     |     |     |     |     | 7   | Ret |     |     | 9    |
| Pos. | Rider    | GER | GER | GOI | GOI | GNA | GNA | CGR | CGR | CUR | CUR | PIR | PIR | Pts. |

### Supersport 300
| Pos. | Rider                      | Moto     | Clase | GER | GER | GOI | GOI | GNA | GNA | CGR | CGR | CUR | CUR | PIR | PIR | Pts. |
| Pos. | Rider                      | Moto     | Clase | RD1 | RD2 | RD1 | RD2 | RD1 | RD2 | RD1 | RD2 | RD1 | RD2 | RD1 | RD2 | Pts. |
| ---- | -------------------------- | -------- | ----- | --- | --- | --- | --- | --- | --- | --- | --- | --- | --- | --- | --- | ---- |
| 1    | Lucca Melo                 | Yamaha   | PRO   | 2   | 2   | 1   | 1   | 1   | 1   | 3   | 4   | 2   | 2   | 3   | 2   | 245  |
| 2    | João Fascinelli            | Aprilia  | PRO   | 3   | 5   | 3   | 2   | 2   | 2   | 4   | 6   | 1   | 1   | 1   | 1   | 226  |
| 3    | Adalberto Pereira          | BMW      | PRO   | 1   | 8   | 2   | 3   | 7   | DNS | 2   | 3   | 4   | 3   | 2   | Ret | 163  |
| 4    | Elton Nunes                | Kawasaki | MAS   | 5   | 3   | 5   | 4   | 4   | 3   | 6   | 1   | 5   | 6   | 4   | 4   | 162  |
| 5    | Raquel Vaz                 | Kawasaki | PRO   |     |     | 4   | 5   | 3   | 4   |     |     |     |     | 5   | 3   | 80   |
| 6    | Wesley Ramos               | Kawasaki | PRO   |     |     | 6   | 6   | 5   | 5   |     |     |     |     | 8   | 8   | 58   |
| 7    | Evandro Lima               | Kawasaki | MAS   |     |     | 10  | 9   | 11  | 9   | 8   | 5   | 16  | 14  | 16  | 7   | 55   |
| 8    | Marcello Linhares          | Kawasaki | MAS   |     |     |     |     | 9   | 7   | 9   | 9   | 13  | 10  | 10  | 6   | 55   |
| 9    | Hilton Loureiro            | Kawasaki | MAS   |     |     | 9   | NC  | 6   | 6   |     |     | 11  | 7   | 9   | 12  | 52   |
| 10   | Enzo Calgaroto Valentim    | Suzuki   | PRO   |     |     |     |     |     |     | 1   | 2   |     |     |     |     | 45   |
| 11   | Kaywan Alves "Kaká Fumaça" | Yamaha   | PRO   | 4   | 1   |     |     |     |     |     |     |     |     |     |     | 38   |
| 12   | Heitor Matos               | Yamaha   | PRO   | 8   | 6   |     |     | 8   | 8   |     |     |     |     |     |     | 34   |
| 13   | Wesley Corrêa              | Honda    | MAS   |     |     | 8   | 7   | 10  | Ret |     |     |     |     | 6   | DNS | 33   |
| 14   | Vinícius Freire            | Kawasaki | PRO   | 6   | 4   |     |     |     |     |     |     | 7   | DNS |     |     | 32   |
| 15   | Marcus Heringer            | Yamaha   | PRO   |     |     |     |     |     |     |     |     | 3   | 4   |     |     | 29   |
| 16   | Lucas Bittencourt          | Suzuki   | PRO   |     |     | 13  | 10  | 13  | 12  |     |     |     |     | 12  | 10  | 26   |
| 17   | Ezequiel Leles             | Yamaha   | PRO   |     |     | 11  | 11  | 14  | 11  |     |     |     |     | 13  | 11  | 25   |
| 18   | Ronaldo Viana              | Kawasaki | PRO   |     |     |     |     |     |     |     |     |     |     | 7   | 5   | 20   |
| 19   | Rodrigo Santos             | Kawasaki | PRO   |     |     |     |     |     |     | 5   | 7   |     |     |     |     | 20   |
| 20   | Cauã Rodrigues             | Yamaha   | PRO   |     |     |     |     |     |     |     |     | 8   | 5   |     |     | 19   |
| 21   | Victor Santos              | BMW      | MAS   | 7   | 7   |     |     |     |     |     |     |     |     |     |     | 18   |
| 22   | Fernando Basso             | BMW      | MAS   |     |     | 7   | Ret | 12  | Ret |     |     |     |     | 11  | NPQ | 18   |
| 23   | Victor Hugo Saldanha       | Kawasaki | PRO   |     |     |     |     |     |     | 7   | 8   |     |     |     |     | 17   |
| 24   | José Altair Alves          | KTM      | MAS   |     |     |     |     |     |     |     |     | 9   | 8   |     |     | 15   |
| 25   | Lucas Lima                 | Yamaha   | PRO   |     |     |     |     |     |     |     |     | 10  | 9   |     |     | 13   |
| 26   | José Sampaio Jr            | KTM      | MAS   |     |     | 12  | 8   |     |     |     |     |     |     |     |     | 12   |
| 27   | Marcos Mota Jr             | Honda    | PRO   |     |     | 14  | 12  | Ret | 10  |     |     |     |     |     |     | 12   |
| 28   | Renan Carvalho             | Triumph  | PRO   |     |     |     |     |     |     |     |     | 6   | Ret |     |     | 10   |
| 29   | Carlos Andrade             | Kawasaki | PRO   |     |     |     |     |     |     |     |     | 14  | 11  |     |     | 7    |
| 30   | Sidney Aparecido           | Kawasaki | MAS   |     |     |     |     |     |     |     |     |     |     | 18  | 9   | 7    |
| 31   | Paulo Daniel               | Kawasaki | MAS   |     |     |     |     |     |     | 10  | Ret |     |     |     |     | 6    |
| 32   | Gláucio Barros             | Yamaha   | MAS   |     |     |     |     |     |     |     |     | 15  | 12  |     |     | 5    |
| 33   | André Baptista             | Honda    | MAS   |     |     |     |     |     |     |     |     | 12  | INF |     |     | 4    |
| 34   | Tiago Crespo               | Yamaha   | MAS   |     |     |     |     |     |     |     |     | 17  | 13  |     |     | 3    |
| 35   | Vinícius Linhares          | Yamaha   | PRO   |     |     | Ret | 13  |     |     |     |     |     |     |     |     | 3    |
| 36   | Wanderlan Ribeiro          | Suzuki   | MAS   |     |     | DNS | 14  | 15  | Wth |     |     |     |     |     |     | 3    |
| 37   | Fernando Couto             | Kawasaki | MAS   |     |     |     |     |     |     |     |     |     |     | 14  | WD  | 2    |
| 38   | José de Barros Neto        | Yamaha   | MAS   |     |     | 16  | 15  |     |     |     |     |     |     |     |     | 1    |
| 39   | Thiago Sobral              | Kawasaki | MAS   |     |     |     |     |     |     |     |     |     |     | 15  | Ret | 1    |
| 40   | Benedito Alves             | Yamaha   | MAS   |     |     | 15  | DNS |     |     |     |     |     |     |     |     | 1    |
| 41   | Henrique Cordeiro          | Kawasaki | PRO   |     |     |     |     |     |     |     |     |     |     | DNS | DNS | 0    |
| 42   | Fábio Alves                | Kawasaki | PRO   |     |     |     |     |     |     |     |     |     |     | 17  | DNS | 0    |
| 43   | Antônio Fábio de Aquino    | Honda    | MAS   |     |     |     |     |     |     |     |     |     |     | 19  | DSQ | 0    |
| Pos. | Rider                      | Moto     | Clase | GER | GER | GOI | GOI | GNA | GNA | CGR | CGR | CUR | CUR | PIR | PIR | Pts. |

| Color     | Resultado                                                               |
| --------- | ----------------------------------------------------------------------- |
| Oro       | Ganador                                                                 |
| Plata     | 2.ª plaza                                                               |
| Bronce    | 3.ª plaza                                                               |
| Verde     | Finalizó en los puntos                                                  |
| Azul      | Finalizó sin puntos                                                     |
| Azul      | NC - No clasificado                                                     |
| Violeta   | Ret - No terminó (Carrera)                                              |
| Rojo      | DNQ - No se clasificó                                                   |
| Negro     | DSQ - Descalificado                                                     |
| Blanco    | DNS - No empezó (carrera)                                               |
| Blanco    | WD - Retirado (fin de semana)                                           |
| Blanco    | C - Carrera cancelada                                                   |
| Sin color | DNP - Inscrito pero no participó                                        |
| Sin color | INJ - Lesionado                                                         |
| Sin color | EX - Excluido                                                           |
| Estado    | Resultado                                                               |
| Negrita   | Pole position                                                           |
| Cursiva   | Vuelta rápida                                                           |
| †         | Abandona, pero clasifica al completar el porcentaje requerido para ello |

### Campeonato de Constructores
| Pos. | Rider    | GER | GER | GOI | GOI | GNA | GNA | CGR | CGR | CUR | CUR | PIR | PIR | Pts. |
| Pos. | Rider    | RD1 | RD2 | RD1 | RD2 | RD1 | RD2 | RD1 | RD2 | RD1 | RD2 | RD1 | RD2 | Pts. |
| ---- | -------- | --- | --- | --- | --- | --- | --- | --- | --- | --- | --- | --- | --- | ---- |
| 1    | Yamaha   | 2   | 1   | 1   | 1   | 1   | 1   | 3   | 4   | 2   | 2   | 3   | 2   | 250  |
| 2    | Aprilia  | 3   | 5   | 3   | 2   | 2   | 2   | 4   | 6   | 1   | 1   | 1   | 1   | 226  |
| 3    | Kawasaki | 5   | 3   | 4   | 4   | 3   | 3   | 6   | 1   | 5   | 6   | 4   | 3   | 170  |
| 4    | BMW      | 1   | 7   | 2   | 3   | 7   | DNS | 2   | 3   | 4   | 3   | 2   | Ret | 164  |
| 5    | Suzuki   |     |     | 13  | 10  | 13  | 12  |     | 1   | 2   |     | 12  | 10  | 71   |
| 6    | Honda    |     |     | 8   | 7   | 10  | Ret |     |     | 12  | INF | 6   | DNS | 37   |
| 7    | KTM      |     |     | 12  | 8   |     |     |     |     | 9   | 8   |     |     | 27   |
| 8    | Triumph  |     |     |     |     |     |     |     |     | 6   | Ret |     |     | 10   |
| Pos. | Rider    | GER | GER | GOI | GOI | GNA | GNA | CGR | CGR | CUR | CUR | PIR | PIR | Pts. |

### Yamalube R3 bLU cRU Cup South America - Categoría Talent
| Pos. | Rider                         | Moto   | Clase | GER | GER | GOI | GOI | GNA | GNA | CGR | CGR | CUR | CUR | PIR | PIR | Pts. |
| Pos. | Rider                         | Moto   | Clase | RD1 | RD2 | RD1 | RD2 | RD1 | RD2 | RD1 | RD2 | RD1 | RD2 | RD1 | RD2 | Pts. |
| ---- | ----------------------------- | ------ | ----- | --- | --- | --- | --- | --- | --- | --- | --- | --- | --- | --- | --- | ---- |
| 1    | Gustavo Manso                 | Yamaha | TLT   | 1   | 1   | 2   | 1   | 1   | 4   | 1   | 5   | 2   | 1   | 6   | 16  | 224  |
| 2    | Kevin Fontainha               | Yamaha | TLT   | 11  | 5   | 1   | 3   | 2   | 3   | 2   | 3   | 3   | 16  | 1   | 4   | 183  |
| 3    | Kaywan Freire "Kaká Fumaça"   | Yamaha | TLT   | 3   | 7   | 3   | 2   | 4   | 1   | 3   | 1   | 5   | 13  | 7   | 2   | 183  |
| 4    | Renan Fui                     | Yamaha | TLT   | 4   | 4   | 4   | 4   | 3   | 2   | 4   | 2   | 4   | 5   | 4   | 13  | 161  |
| 5    | João Fascinelli               | Yamaha | TLT   | 6   | 2   | 6   | 5   | 6   | 7   | 7   | 4   | 8   | 3   | 8   | NC  | 124  |
| 6    | Pedro Balla                   | Yamaha | TLT   | 5   | 10  | 10  | 10  | 12  | 15  | 5   | 10  | 7   | 2   | 22  | 6   | 90   |
| 7    | Rafinha Fernandes             | Yamaha | TLT   | 2   | 6   | 5   | 8   | 7   | 6   |     |     | 14  | 12  | 12  | 10  | 84   |
| 8    | Rubens Mesquita               | Yamaha | TLT   | 8   | Ret | 7   | 6   | 9   | 9   | 11  | 13  | 6   | 6   | 11  | DNS | 74   |
| 9    | Nahuel Santamaria             | Yamaha | TLT   | 16  | 14  | 13  | 7   | 5   | 5   | 6   | 8   | 10  | 4   |     |     | 73   |
| 10   | Lucca Augusto Mello           | Yamaha | TLT   | 24  | 3   | 8   | Ret | 15  | 14  | 12  | 12  | 9   | 7   | 9   | 5   | 69   |
| 11   | Brayann Ligeirinho            | Yamaha | TLT   | 10  | 11  | 12  | 11  | 8   | 10  | 10  | 7   | 13  | 10  | 13  | 8   | 69   |
| 12   | Humberto Maier "Turquinho Jr" | Yamaha | TLT   | 23  | 23  |     |     |     |     |     |     | 1   | Ret | 3   | 1   | 66   |
| 13   | João Teixeira                 | Yamaha | TLT   | 9   | Ret | 14  | 14  | 11  | 8   | 15  | 14  | 17  | 14  | 10  | 7   | 44   |
| 14   | Julián Nascimento             | Yamaha | TLT   |     |     | 9   | 9   | 10  | 13  | 8   | 6   | 15  | 15  |     |     | 43   |
| 15   | Cauã Rodrigues                | Yamaha | TLT   | 12  | 8   | 11  | Ret | 13  | 12  | 9   | 11  | 16  | 9   | 20  | Ret | 43   |
| 16   | Eduardo Burr                  | Yamaha | TLT   | Ret | 17  |     |     |     |     |     |     | 11  | 8   | 5   | 3   | 40   |
| 17   | Jeronimo González             | Yamaha | TLT   | 15  | 9   | 15  | 15  | DNS | 19  | 16  | 16  | 12  | 11  | Ret | 9   | 26   |
| 18   | Enzo Calgaroto Valentim       | Yamaha | TLT   | 7   | Ret | 18  | Ret | 14  | 16  | 14  | 9   |     |     | 14  | Wth | 22   |
| 19   | Diogo Moreira                 | Yamaha | TLT   | Ret | 24  |     |     |     |     |     |     |     |     | 2   | Ret | 20   |
| 20   | Santino Sabattini             | Yamaha | TLT   |     |     | 16  | 13  | Ret | 11  | 13  | Ret | 18  | Ret | 16  | 12  | 15   |
| 21   | André Marinovic               | Yamaha | TLT   | 13  | 12  | 17  | NC  | DNS | INF |     |     |     |     |     |     | 7    |
| 22   | Marcos Vinícius Guidone       | Yamaha | TLT   | 22  | 26  |     |     |     |     |     |     | 20  | 17  | 15  | 11  | 6    |
| 23   | Bastián Alejandro Rojo        | Yamaha | TLT   | Ret | 13  | 20  | 17  | 19  | 20  | 19  | 17  | 19  | 18  | 17  | 15  | 4    |
| 24   | Filipe Campos                 | Yamaha | TLT   | 14  | 18  | 21  | 12  | 17  | 17  | 18  | 15  |     |     |     |     | 3    |
| 25   | Kauan Calgaroto               | Yamaha | TLT   | Ret | 22  | 19  | 16  | 18  | 18  | 17  | 18  |     |     | 18  | 14  | 2    |
| 26   | Ítalo Santana                 | Yamaha | TLT   | 19  | 15  | 22  | 18  | 19  | 22  | 20  | Ret | 21  | Ret | 19  | Ret | 1    |
| 27   | Leandro Ortomín               | Yamaha | TLT   | 17  | 16  |     |     |     |     | DNQ | DNQ |     |     |     |     | 0    |
| 28   | Santiago Orozco               | Yamaha | TLT   | 18  | Ret |     |     |     |     |     |     |     |     |     |     | 0    |
| 29   | Jhixson Villogas Correa       | Yamaha | TLT   | Ret | Ret | 23  | 19  | Ret | 21  | 21  | 19  | 22  | 19  | 21  | 17  | 0    |
| 30   | Eduardo Banzolli              | Yamaha | TLT   | 21  | 19  |     |     |     |     |     |     |     |     |     |     | 0    |
| 31   | Matías Belloso                | Yamaha | TLT   | 20  | 21  |     |     |     |     |     |     |     |     |     |     | 0    |
| 32   | Rodrigo Trindade              | Yamaha | TLT   | Ret | 20  |     |     |     |     |     |     |     |     |     |     | 0    |
| 33   | Felipe Donato                 | Yamaha | TLT   | 25  | 25  |     |     |     |     |     |     |     |     |     |     | 0    |
| 34   | Alexandre Vicentino           | Yamaha | TLT   | Ret | 27  |     |     |     |     |     |     |     |     |     |     | 0    |
| 35   | Guilhermo Ferracuti           | Yamaha | TLT   | INF | INF |     |     |     |     |     |     |     |     |     |     | 0    |
| 36   | Francisco Alfaya              | Yamaha | TLT   | DNQ | DNQ |     |     |     |     |     |     |     |     |     |     | 0    |
| Pos. | Rider                         | Moto   | Clase | GER | GER | GOI | GOI | GNA | GNA | CGR | CGR | CUR | CUR | PIR | PIR | Pts. |

| Color     | Resultado                                                               |
| --------- | ----------------------------------------------------------------------- |
| Oro       | Ganador                                                                 |
| Plata     | 2.ª plaza                                                               |
| Bronce    | 3.ª plaza                                                               |
| Verde     | Finalizó en los puntos                                                  |
| Azul      | Finalizó sin puntos                                                     |
| Azul      | NC - No clasificado                                                     |
| Violeta   | Ret - No terminó (Carrera)                                              |
| Rojo      | DNQ - No se clasificó                                                   |
| Negro     | DSQ - Descalificado                                                     |
| Blanco    | DNS - No empezó (carrera)                                               |
| Blanco    | WD - Retirado (fin de semana)                                           |
| Blanco    | C - Carrera cancelada                                                   |
| Sin color | DNP - Inscrito pero no participó                                        |
| Sin color | INJ - Lesionado                                                         |
| Sin color | EX - Excluido                                                           |
| Estado    | Resultado                                                               |
| Negrita   | Pole position                                                           |
| Cursiva   | Vuelta rápida                                                           |
| †         | Abandona, pero clasifica al completar el porcentaje requerido para ello |

### Yamalube R3 bLU cRU Cup South America - Categoría PRO
| Pos. | Rider                  | Moto   | Clase | GER | GER | GOI | GOI | GNA | GNA | CGR | CGR | CUR | CUR | PIR | PIR | Pts. |
| Pos. | Rider                  | Moto   | Clase | RD1 | RD2 | RD1 | RD2 | RD1 | RD2 | RD1 | RD2 | RD1 | RD2 | RD1 | RD2 | Pts. |
| ---- | ---------------------- | ------ | ----- | --- | --- | --- | --- | --- | --- | --- | --- | --- | --- | --- | --- | ---- |
| 1    | Bruno Ribeiro          | Yamaha | PRO   | Ret | 3   | Ret | 2   | 2   | 4   | 3   | 2   | 2   | 3   | 1   | 1   | 191  |
| 2    | Willians Sales Piuí    | Yamaha | PRO   | 3   | 1   | 1   | 1   | 5   | 9   | 5   | Ret | 3   | 4   | 5   | 3   | 176  |
| 3    | Gonzalo Augusto Zárate | Yamaha | PRO   | 9   | 4   | 4   | 5   | 7   | 7   | 8   | 10  | 1   | 1   | 3   | 7   | 151  |
| 4    | Juan Capella           | Yamaha | PRO   | 1   | 21  | 7   | 7   | 1   | 8   | 1   | 1   |     |     |     |     | 126  |
| 5    | Diego Hilel            | Yamaha | PRO   | 4   | 10  | 2   | 3   | 11  | 12  | 10  | 6   | 6   | 6   | 4   | 4   | 126  |
| 6    | Bruno Novillo          | Yamaha | PRO   |     |     | 9   | 8   | 3   | 1   | 4   | 4   | 7   | 2   | 8   | 11  | 124  |
| 7    | Joshua Andrade         | Yamaha | PRO   | 6   | 6   | 3   | 6   | 4   | 2   | 6   | 5   | 5   | 5   |     |     | 122  |
| 8    | Fabrício Zamperetti    | Yamaha | PRO   | 2   | NC  | 5   | 4   | Ret | 5   | 9   | 3   | 4   | Ret | 6   | 5   | 112  |
| 9    | Marcos Baré            | Yamaha | PRO   | 7   | 5   | 13  | 11  | 8   | 3   | 2   | 8   |     |     | 7   | 2   | 109  |
| 10   | Alex Schultz           | Yamaha | PRO   | 5   | 8   | 6   | DNS | 6   | INF | 17  | Ret | 8   | DNS | 2   | 12  | 71   |
| 11   | Rafael Menis           | Yamaha | PRO   | 8   | 2   | 8   | 9   | 17  | 14  | 18  | 14  | 14  | 11  | 13  | 8   | 65   |
| 12   | Marcelo Skaf           | Yamaha | PRO   | Ret | 18  |     |     | 9   | 6   | 7   | 7   | 10  | Ret |     |     | 41   |
| 13   | Pedro Moreira          | Yamaha | PRO   | 17  | 13  | 10  | 10  | Ret | DNS |     |     | 11  | 9   | 12  | 6   | 41   |
| 14   | Flávio Brito           | Yamaha | PRO   | Ret | Wth | 15  | 14  | 14  | 15  | 15  | 12  | 9   | 7   | 9   | 9   | 41   |
| 15   | Edinho Picoloko        | Yamaha | PRO   | Ret | 19  | 14  | 16  | 10  | 11  | 12  | 11  | 12  | 8   | 11  | 16  | 39   |
| 16   | Raphael Fletado        | Yamaha | PRO   | 11  | 7   | 11  | 12  | 12  | 10  | 14  | 13  |     |     |     |     | 38   |
| 17   | Kik Tavares            | Yamaha | PRO   | 10  | 11  | 16  | 15  | 19  | 18  |     |     | 13  | 10  | 16  | 14  | 23   |
| 18   | Dedé Aguiar            | Yamaha | PRO   | 12  | 12  | 17  | 17  | 13  | 13  | 13  | 15  | Ret | 15  | 20  | 20  | 19   |
| 19   | Jorge Ramos Jr         | Yamaha | PRO   | Ret | 14  | 12  | 13  | 18  | 17  |     |     | 15  | 13  | 14  | 15  | 16   |
| 20   | Wagner Costa           | Yamaha | PRO   | 13  | 9   | 19  | 20  | 15  | 16  | 16  | 18  |     |     | 15  | 13  | 15   |
| 21   | Luís Fernando          | Yamaha | PRO   | 18  | 22  | 18  | 19  | 20  | NC  | 11  | 9   | Ret | 14  | 17  | 17  | 14   |
| 22   | Daryn Steves           | Yamaha | PRO   | Ret | Ret |     |     |     |     |     |     |     |     | 10  | 10  | 12   |
| 23   | Tiago Crespo           | Yamaha | PRO   | Ret | 15  | 23  | 23  | 22  | 20  | 20  | 17  | 16  | 12  | 19  | 18  | 5    |
| 24   | Renan Carvalho         | Yamaha | PRO   | 14  | 17  | 22  | 22  | 23  | Ret | 19  | 16  | 17  | 16  | 21  | 21  | 2    |
| 25   | Nestore Guarino        | Yamaha | PRO   | 15  | 16  | 24  | 25  |     |     |     |     |     |     |     |     | 1    |
| 26   | Renan Fernandes        | Yamaha | PRO   | 16  | 20  | 25  | 24  | 16  | DNS |     |     | 19  | Ret | 22  | 22  | 0    |
| 27   | Flávio Trevizan        | Yamaha | PRO   | Ret | 24  | 21  | 18  | 21  | 19  |     |     | 18  | 17  | 18  | 19  | 0    |
| 28   | Kevin Torres           | Yamaha | PRO   | 19  | 23  |     |     |     |     |     |     |     |     |     |     | 0    |
| 29   | Léo Penades            | Yamaha | PRO   | 20  | Ret | 20  | 21  |     |     |     |     |     |     |     |     | 0    |
| 30   | Guilherme Silva        | Yamaha | PRO   | 21  | 25  |     |     |     |     |     |     |     |     |     |     | 0    |
| 31   | André Predalli         | Yamaha | PRO   | 22  | 26  |     |     |     |     |     |     |     |     |     |     | 0    |
| 32   | Kevin Melgar           | Yamaha | PRO   | Ret | Ret |     |     |     |     |     |     |     |     |     |     | 0    |
| Pos. | Rider                  | Moto   | Clase | GER | GER | GOI | GOI | GNA | GNA | CGR | CGR | CUR | CUR | PIR | PIR | Pts. |

| Color     | Resultado                                                               |
| --------- | ----------------------------------------------------------------------- |
| Oro       | Ganador                                                                 |
| Plata     | 2.ª plaza                                                               |
| Bronce    | 3.ª plaza                                                               |
| Verde     | Finalizó en los puntos                                                  |
| Azul      | Finalizó sin puntos                                                     |
| Azul      | NC - No clasificado                                                     |
| Violeta   | Ret - No terminó (Carrera)                                              |
| Rojo      | DNQ - No se clasificó                                                   |
| Negro     | DSQ - Descalificado                                                     |
| Blanco    | DNS - No empezó (carrera)                                               |
| Blanco    | WD - Retirado (fin de semana)                                           |
| Blanco    | C - Carrera cancelada                                                   |
| Sin color | DNP - Inscrito pero no participó                                        |
| Sin color | INJ - Lesionado                                                         |
| Sin color | EX - Excluido                                                           |
| Estado    | Resultado                                                               |
| Negrita   | Pole position                                                           |
| Cursiva   | Vuelta rápida                                                           |
| †         | Abandona, pero clasifica al completar el porcentaje requerido para ello |

### Sistema de puntuación
Es lícito descartar los tres peores resultados de la temporada.
| Puntuación | 1° | 2° | 3° | 4° | 5° | 6° | 7° | 8° | 9° | 10° | 11° | 12° | 13° | 14° | 15° |
| ---------- | -- | -- | -- | -- | -- | -- | -- | -- | -- | --- | --- | --- | --- | --- | --- |
| Carrera    | 25 | 20 | 16 | 13 | 11 | 10 | 9  | 8  | 7  | 6   | 5   | 4   | 3   | 2   | 1   |

## Cobertura televisiva
Las Carreras de lo Campeonato Brasileño de Superbikes se transmiten por Televisión por Cable incluyendo: ESPN, Fox Sports, Movistar+, CBS Sports y NBC Sports. 

### Cobertura en Brasil
| Transmissão | Transmissão                    |
| ----------- | ------------------------------ |
| SporTV      | Narração: Eugênio Rizzardo     |
| SporTV      | Narração: Rogério Rockenbach   |
| SporTV      | Comentários: Pedro Della Corte |
| SporTV      | Comentários: Karen Battaglia   |

| Transmissão | Transmissão                      |
| ----------- | -------------------------------- |
| Band        | Narração: Eduardo Vaz            |
| Band        | Narração: Márcio Possamai        |
| Band        | Comentários: Gilberto Bertarello |
| Band        | Comentários: Ana Coser Mazutti   |

| Transmissão | Transmissão                         |
| ----------- | ----------------------------------- |
| BandSports  | Narração: Celso Miranda             |
| BandSports  | Narração: Gian Calabrese            |
| BandSports  | Comentários: Robson Amaral          |
| BandSports  | Comentários: Claudia Refatti Benato |

| Transmissão | Transmissão                   |
| ----------- | ----------------------------- |
| YouTube     | Narração: Octávio Muniz       |
| YouTube     | Narração: Thiago Fabris       |
| YouTube     | Comentários: Ivar Castagnetti |
| YouTube     | Comentários: Henrique Gava    |

### Otros países
- Colombia: RCN Televisión y RCN HD2
- Portugal: Sport TV
- Reino Unido: BT Sport
- Canadá: Sportsnet
- España: Movistar+
- Hispanoamérica: ESPN y Star+

### Enlaces de transmisión
| Internet (Global) |
| ----------------- |
| YouTube           |
| Motorsport.tv     |
| Facebook          |
| Zoome             |
| Catve.com         |
| Auto Videos       |
| Twitch            |